# Великі Міньки
Великі Міньки — село в Україні, у Народицькій селищній територіальній громаді Коростенського району Житомирської області. Чисельність населення становить 10 осіб (2001). У 1923—59 роках — адміністративний центр колишньої однойменної сільської ради.

## Населення
Наприкінці 19 століття кількість населення становила 397 осіб, дворів — 67.
У 1906 році у селі налічувалося 391 мешканець, дворів — 64, у 1923 році — 127 дворів та 606 мешканців.
Станом на 1 жовтня 1941 року в селі налічувалося 75 дворів з 275 мешканцями в них, в тому числі: чоловіків — 104 та жінок — 167.
Відповідно до результатів перепису населення СРСР, кількість населення, станом на 12 січня 1989 року, становила 121 особу. Станом на 5 грудня 2001 року, відповідно до перепису населення України, кількість мешканців села становила 10 осіб.

## Історія
Згадується в люстрації Київського воєводства 1754 року, належало до хабенського деканату, разом із Малими Міньками сплачувало 3 злотих і 8,5 грошів до замку та 13 злотих і 4 гроші до скарбу.
У другій половині 19 століття — сільце Овруцького повіту Волинської губернії, входило до православної парафії у Голубієвичах, за 8 верст.
Наприкінці 19 століття — сільце Нововороб'ївської волості Овруцького повіту Волинської губернії, за 50 верст від Овруча. Входило до православної парафії у Голубієвичах, належало до хабенського маєтку.
У 1906 році — сільце Базарської волості (1-го стану) Овруцького повіту Волинської губернії. Відстань до повітового центру, м. Овруч, становила 45 верст, від волосного центру, містечка Базар — 5 верст. Найближче поштово-телеграфне відділення розміщувалося в Овручі.
У 1923 році включене до складу новоствореної Великоміньківської сільської ради, яка, 7 березня 1923 року, увійшла до складу новоутвореного Базарського району Коростенської округи, адміністративний центр ради. Розміщувалося за 4 версти від районного центру, міст. Базар.
21 січня 1959 року, відповідно до рішення Житомирського ОВК «Про виконання указу Президії Верховної Ради Української РСР від 21 січня 1959 року про ліквідацію Базарського і Потіївського районів Житомирської області», село, в складі сільської ради, включене до Народицького району Житомирської області. 5 березня 1959 року, відповідно до рішення Житомирського облвиконкому «Про ліквідацію та зміну адміністративно-територіального поділу окремих сільських рад області», село передане до складу Базарської сільської ради Народицького району. 30 грудня 1962 року село, в складі сільської ради, увійшло до Овруцького району, 7 січня 1963 року — до складу Малинського району, 8 грудня 1966 року повернуте до складу відновленого Народицького району.
23 липня 1991 року, відповідно до постанови Кабінету Міністрів Української РСР № 106 «Про організацію виконання постанов Верховної Ради Української РСР…», село віднесене до зони безумовного (обов'язкового) відселення внаслідок аварії на Чорнобильській АЕС.
6 серпня 2015 року увійшло до складу новоствореної Народицької селищної територіальної громади Народицького району Житомирської області. Від 19 липня 2020 року, разом з громадою, в складі новоствореного Коростенського району Житомирської області.